# أوليسيس باسكوا
أوليسيس باسكوا (بالإسبانية: Ulises Pascua)‏ لاعب كرة قدم قطري من أصل أرجنتيني.
لعب سابقاً مع نادي الشحانية ونادي الريان و عاد إلى نادي الشحانية عام 2017 و انتقل إلى نادي الوكرة في عام 2018 و انتقل إلى نادي الخريطيات في عام 2019 و عاد إلى نادي الشحانية في عام 2020.

## روابط خارجية
- أوليسيس باسكوا على موقع قاعدة بيانات كرة القدم.إي يو (الإنجليزية)
- أوليسيس باسكوا على موقع Soccerway.com (الإنجليزية)